# Francovich mot Italien
Francovich mot Italien, formellt de förenade målen C-6/90 och C-9/90, var ett rättsfall vid Europeiska gemenskapernas domstol som slog fast att en enskild kan ha rätt till skadestånd om en medlemsstat inte har införlivat ett direktiv korrekt. Domen utgör en viktig del av domstolens rättspraxis. Målet inleddes genom en begäran om förhandsavgörande av de italienska domstolarna Pretura di Vicenza och Pretura di Bassano del Grappa.